# Ostrołęka Północna Wąskotorowa
Ostrołęka Północna Wąskotorowa – zlikwidowana wąskotorowa stacja kolejowa w Ostrołęce, w województwie mazowieckim, w Polsce.